# New York-New York Hotel & Casino
Pour les articles homonymes, voir New York, New York (homonymie).

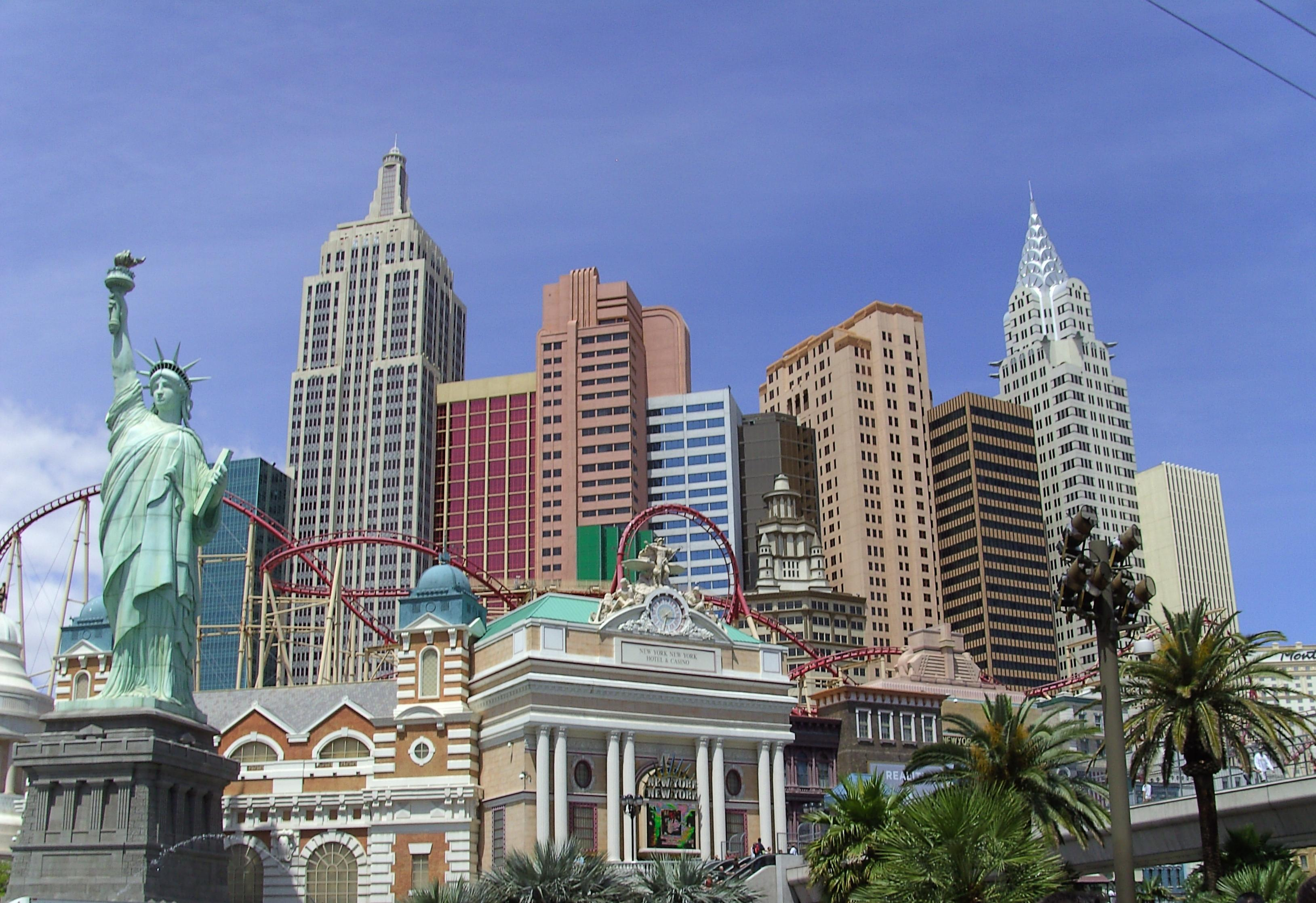
L'hôtel vue de face.

Le New York - New York est un hôtel avec casino situé au sud du strip de Las Vegas au 3790 Las Vegas Boulevard South. Il est détenu par le MGM Resorts International.

## Descriptions
L'hôtel utilise l'influence de New York. Son architecture est destinée à évoquer la ville de New York. L'hôtel comprend plusieurs tours tels que l'Empire State Building et le Chrysler Building. En face de la propriété il y a un lac représentant le port de la ville avec une réplique de la statue de la Liberté haute de 46 m. Les zones de jeux, les salons, les restaurants ou encore les salles de réunions sont nommés d'après les quartiers de la ville ou de points de repères. La zone principale du casino, par exemple, est nommé d'après Central Park, tandis que les magasins sont modelées d'après Greenwich Village. Le complexe est relié par des passerelles aux casinos voisins du sud l'Excalibur et le MGM Grand à l'est. Les chambres sont reparties dans deux tours. Une avec les fenêtres roses (photos) et l'autre dans l'Empire State Building 

## Histoire

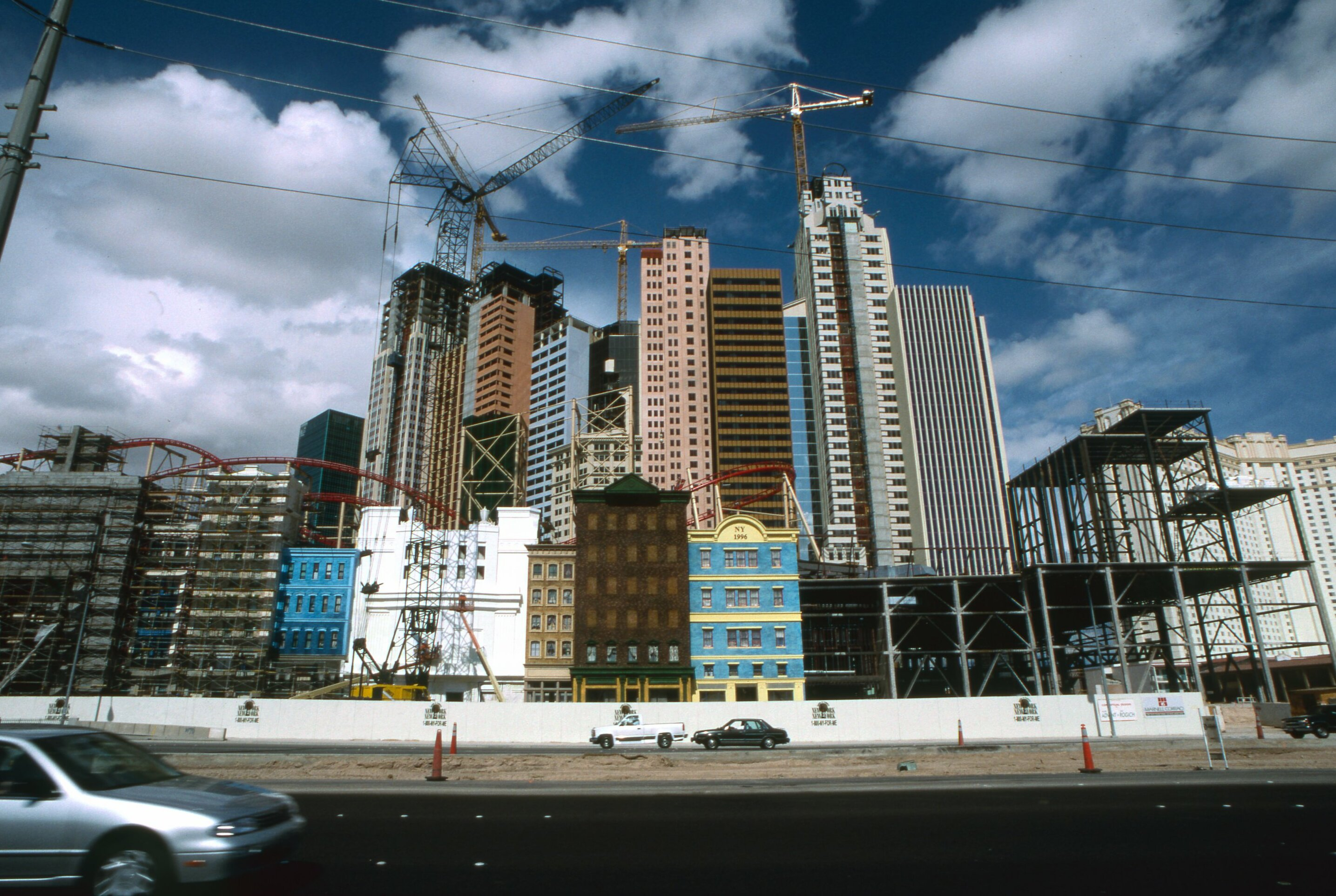
Construction en 1996.

L'hôtel avait été considéré comme un endroit de choix pour le développement en raison de sa proximité avec le MGM Grand, l'Excalibur, et le Tropicana. L'idée d'un casino sur le modèle de la skyline de New York a été conçu par Sig Rogich (un ancien membre du personnel de la Maison Blanche) et Mark Advent. L'hôtel a couté 460 millions de dollars et a été ouvert le 3 janvier 1997. Après les attentats du 11 septembre 2001, ils ont ajouté un mémorial. Les tours jumelles du World Trade Center n'ont jamais été incluses dans la façade de l'hôtel. Celui-ci était censé représenter la ville dans les années 1940. En 2013, le mémorial a été retiré pour une expansion du casino.

## Attractions
Le Big Apple Coaster, anciennement Manhattan Express puis The Roller Coaster, se déplace à travers la propriété d'intérieur comme l'extérieur, il peut atteindre jusqu'à 108 km/h. Le trajet a subi diverses améliorations, y compris l'introduction d'un système de freinage magnétique et de nouveaux trains. L'hôtel est également le foyer du spectacle Zumanity, le troisième spectacle du Cirque du Soleil. Jusqu'à juin 2012, une zone de ESPN étant situé dans l'hôtel. C'était un restaurant ayant pour thèmes le sport, avec une salle de jeux complète à l'étage comprenant des jeux interactifs tels que le football, le bowling ou encore le basket-ball. Le 10 octobre 2010, l'hôtel a rouvert l'établissement après une rénovation complète et a été renommé "Sporting House", de la restauration à la même foule sportive. L'hôtel dispose également d'une dizaine de bars et boîtes de nuit. Les soirées de week-end, le casino dispose également d'un DJ et de go-go danseuses. Le casino avait un club appelé ROK Vegas, mais il a fermé le 2 avril 2012 en raison de difficultés financières. Il y a aussi une piscine à l'extérieur et de nombreux magasins ainsi qu’une énorme salle d'arcade dédiée principalement aux enfants.

## Spectacles et artistes
MADhattan, un spectacle d'un coût de 7,5 millions de dollars mettant en vedette des artistes de rue de New York, a été lancé en juin 1997,,.
La comédienne Rita Rudner a commencé à se produire dans l'établissement en avril 2001, dans une nouvelle salle baptisée Cabaret Theatre. Elle a été rénovée en 2004, avec l'ajout de sièges de cinéma en rangées,,. Rudner a conclu son spectacle en 2006, en affichant complet à plus de 600 000 billets et en rapportant 35 millions de dollars au cours de sa série,.
Zumanity, un spectacle pour adultes du Cirque du Soleil, a fait ses débuts au New York-New York en 2003,,, remplaçant Lord of the Dance. Zumanity était le troisième spectacle du Cirque du Soleil à s'installer de façon permanente dans la vallée de Las Vegas,. Zumanity est devenu un succès à long terme, avec plus de 7 700 représentations. La dernière représentation a eu lieu le 14 mars 2020, le spectacle étant fermé en raison de la pandémie de COVID-19. Plus tard cette année-là, le Cirque du Soleil a annoncé que la fermeture serait permanente,,.
En 2012, le producteur David King a loué l'ancien espace de Rok Vegas et l'a ouvert comme le Broadway Theater, une salle de 200 places pour plusieurs spectacles produits par lui,,. Parmi eux se trouvait Dancing Queen, qui présentait des chansons d'ABBA. Le spectacle a fermé ses portes en juillet 2013, avec le Broadway Theater, qui a été démoli dans le cadre de la rénovation de la façade du complexe hôtelier,,.
Pour une brève période en 2021, le ventriloque Terry Fator a diverti dans l'ancien théâtre Zumanity,. Plus tard cette année-là, il a déplacé son spectacle au Liberty Loft du complexe hôtelier, un espace événementiel surplombant le sportsbook,.
Mad Apple, un nouveau spectacle du Cirque du Soleil, a ouvert ses portes le 26 mai 2022. Il met en vedette une variété d'artistes, dont des chanteurs et des comédiens,. Il est hébergé dans l'ancien théâtre Zumanity, qui peut accueillir 1 200 personnes,.

## Liens externes

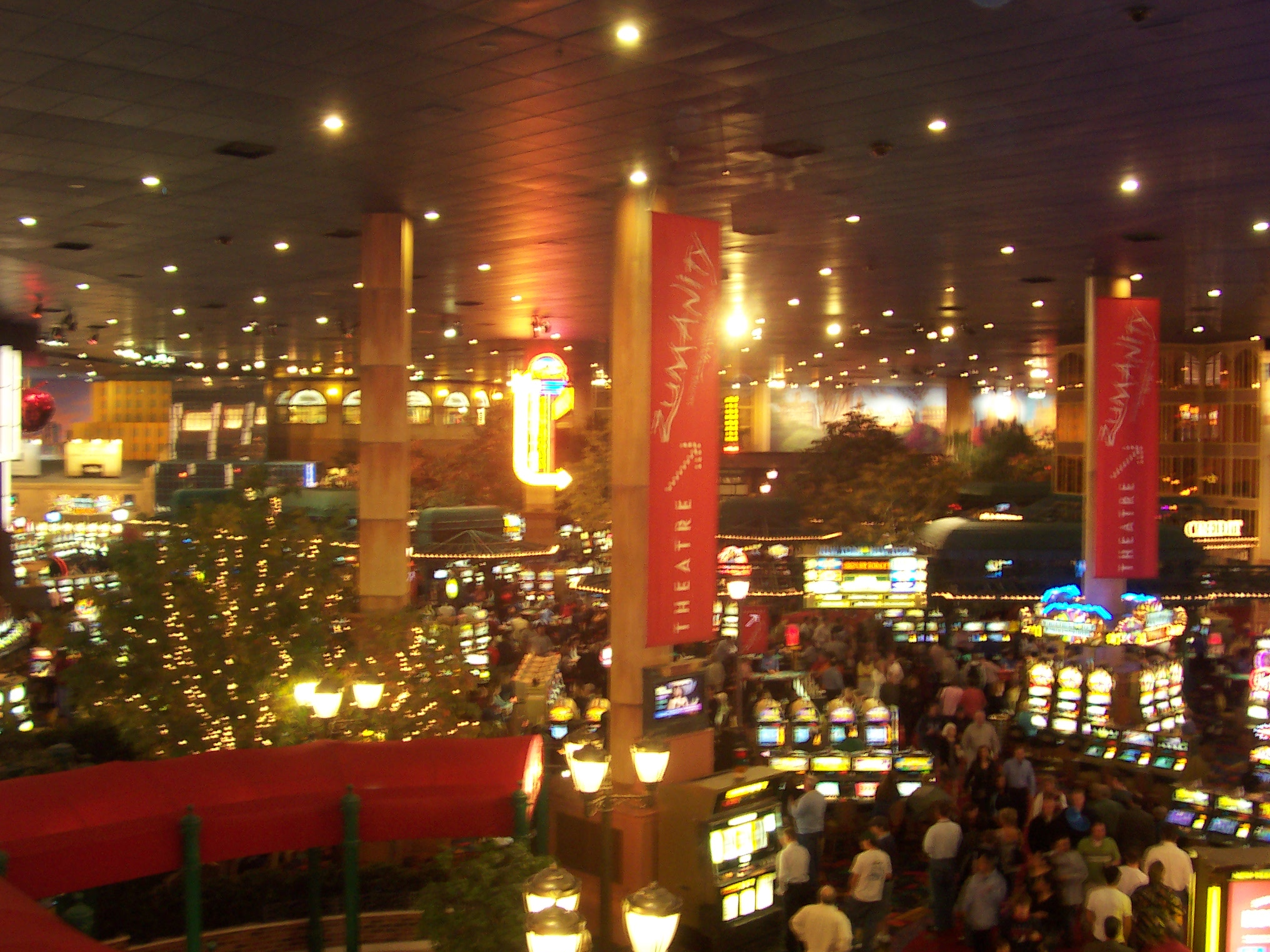
Casino de l'hôtel.